# Фелдберг (Шварцвалд)
Фелдберг (њем. Feldberg) општина је у њемачкој савезној држави Баден-Виртемберг. Једно је од 50 општинских средишта округа Брајсгау-Хохшварцвалд. Посједује регионалну шифру (AGS) 8315037.

## Географски и демографски подаци
Површина општине износи 25,0 km². У самом мјесту је, према процјени из 2010. године, живјело 1.875 становника. Просјечна густина становништва износи 75 становника/km².

## Међународна сарадња
| Мјесто | Држава    | Врста сарадње | Од    |
| ------ | --------- | ------------- | ----- |
|        | Француска | партнерство   | 1985. |
|        | Француска | партнерство   | 1985. |
| Извор  |           |               |       |